# آغاز پادشاهی محمدرضا پهلوی
در سال ۱۳۲۰ پس از اشغال ایران به دست متفقین، با اولتیماتوم بریتانیا رضاشاه تبعید شد و برای حفظ تمامیت ارضی ایران در زمان اشغال ایران در جنگ جهانی دوم، محمدرضاشاه پهلوی با رای مجلس شورای ملی به پادشاهی رسید. محمدعلی فروغی، آخرین نخست‌وزیر رضا شاه، اولین نخست‌وزیر محمدرضا شاه شد و نقش مهمی در انتقال سلطنت به او بر عهده داشت. در بهمن ۱۳۲۰ و در جریان کنفرانس تهران پیمان سه‌جانبه بین آمریکا، بریتانیا و شوروی امضا شد که در آن به خروج متفقین بعد از پایان جنگ از ایران اشاره شده بود.
بعد از فروغی، علی سهیلی نخست‌وزیر شد و پس از او احمد قوام (قوام‌السلطنه) به این مقام رسید.
پس از قوام سهیلی برای بار دوم نخست‌وزیر شد. در همین دوران حزب توده که در فضای آزادی نسبی بعد از رضاشاه تشکیل شده بود، به نیروی مؤثری در صحنه سیاسی ایران تبدیل می‌شد. پیروزی‌های ارتش سرخ شوروی در برابر آلمان و به‌خصوص پیروزی در نبرد استالینگراد محبوبیت حزب را در ایران افزایش داد.
در اسفند ۱۳۲۲ مجلس چهاردهم به محمد ساعد (ساعدالوزراء) رأی تمایل داد و او نخست‌وزیر شد. در دوره او بود که درخواست امتیاز نفت شمال ایران از سوی شوروی مطرح شد. رد این در خواست از طرف دولت ساعد با مخالفت شدید حزب توده روبرو شد و در عین حال جلب توجه مردم ایران را به مسئله نفت به دنبال داشت و دوره‌ای آغاز شد که به نهضت ملی شدن نفت ایران معروف است.
با استعفای ساعد مرتضی‌قلی بیات (سهام‌السلطان) نخست‌وزیر شد. در دوره نخست‌وزیری او بود که محمد مصدق طرحی به مجلس داد که به موجب آن مذاکره دولت دربارهٔ نفت را تا پایان اشغال ایران ممنوع می‌کرد.
بیات پس از مدتی با رای عدم اعتماد مجلس کنار رفت و در اردیبهشت ۱۳۲۴ ابراهیم حکیمی (حکیم‌الملک) نخست‌وزیر شد ولی به سرعت جای خود را به محسن صدر (صدرالاشراف) داد.
در دوره نخست‌وزیری صدر جنگ جهانی دوم به‌پایان رسید و نیروهای بریتانیا و آمریکا طبق مفاد پیمان سه‌جانبه ایران را ترک کردند. اما نیروهای شوروی همچنان در ایران باقی ماندند. در شهریور ۱۳۲۴ فرقه دموکرات آذربایجان خواستار خودمختاری آذربایجان شد.
پس از صدر دوباره ابراهیم حکیمی به مدت چند ماه نخست‌وزیر شد. در ۲۱ آذر ۱۳۲۴ دولت ملی آذربایجان رسماً در تبریز اعلام موجودیت کرد و پیشه‌وری خود را نخست‌وزیر این دولت اعلام کرد.
پس از حکیمی دوباره احمد قوام نخست‌وزیر شد و بلافاصله برای مذاکره در مورد مسئله آذزبایجان به مسکو رفت. قوام با وعده‌هایی که در مورد نفت شمال به شوروی داد موافقت آنان را با تخلیه ایران به دست آورد. در عین حال او چهار نفر از سران حزب توده را در کابینه خود جا داد. تصمیم دولت قوام به اعزام نیرو به آذربایجان هم‌زمان با توصیه شوروی به فرقه دموکرات به عقب‌نشینی منجر به نابودی «دولت خلق آذربایجان» و فرار رهبران آن به شوروی شد.
در آستانه انتخابات دوره پانزدهم، محمد مصدق و عده‌ای از هم‌فکرانش به منظور درخواست آزادی انتخابات، در دربار متحصن شدند. شاه در خرداد ۱۳۲۶ سفری به آذربایجان کرد و طی آن خود را به‌عنوان نجات دهنده آذربایجان معرفی نمود. بالاخره مجلس به قوام رأی اعتماد نداد و دوره نخست‌وزیری او به پایان رسید.
پس از قوام دوباره حکیمی نخست‌وزیر شد و پس از بیست‌و‌سه هفته جای خود را به عبدالحسین هژیر داد. محمدرضا در این زمان سفری به اروپا کرد و در بریتانیا مذاکراتی برای دریافت کمک‌های نظامی با مقامات بریتانیایی داشت.
پس از هژیر، ساعد نخست‌وزیر ایران شد .